# 隱紋穀弄蝶
隱紋穀弄蝶（學名： / Pelopidas mathias oberthueri ）是谷弄蝶屬下的弄蝶。

## 描述
雄性隱紋穀弄蝶的頂面呈橄欖褐色，而雌蝶的下身較淡色。雄蝶前翅膀有兩個黃色半透明的小點，在近頂端有三個斜排的斑點，且有深色的條紋，雌蝶的有五個斑點。雄蝶後翅膀有一或兩個較淡色的斑點，雌蝶的則有畏四或五個。牠們的斑紋較疏離，展開翅膀闊約1.6吋。

## 分布
广泛分布于亚洲、中东和非洲。